# Тур Романдии (женский)
Тур Романдии (фр. Tour de Romandie) — шоссейная многодневная велогонка, проходящая по территории Швейцарии с 2022 года. Является женской версией мужской гонки Тур Романдии.

## История
В 1947 году в честь 50-летия Федерации велоспорта Швейцарии был создан мужской Тур Романдии.
В 2022 году организаторами мужской гонки было объявлено, что в рамках празднования 75-летия мужской гонки впервые будет проведена аналогичная женская гонка. Новая гонка сразу была включена в календарь Женского мирового тура UCI.
Маршрут гонки проходит в регионе Романдия, франкоговорящей части Швейцарии. Дистанция пролегает через горы Юры и горные хребты Альп. Финишировала дебютная гонка в Женеве, где в 1947 году завершился первый мужской Тур Романдии.

## Призёры
| Год  | Победитель     | Второй             | Третий              |
| ---- | -------------- | ------------------ | ------------------- |
| 2022 | Эшли Молман    | Аннемик ван Влётен | Элиза Лонго Боргини |
| 2023 | Деми Воллеринг | Катажина Невядома  | Марлен Рёссер       |
| 2024 | Лотте Копеки   | Деми Воллеринг     | Гайя Реалини        |
| 2025 |                |                    |                     |